# Нолдреттит
Нолдреттит — мінерал з хімічною формулою Pd2Sb. Він названий на честь Ентоні Дж. Нолдретта (народився в 1933 році), професора Університету Торонто, який зробив значний внесок у діяльності Міжнародної мінералогічної асоціації (IMA). Нолдреттит — інтерметалічний мінерал з родовища Mesamax Northwest, регіон Унгава, Квебек, Канада. Мінералізація відбувається навколо основи базальтової дайки. Нолдреттит має економічне значення через його хімічний склад (Pd2Sb). Зразок, у якому було виявлено новий мінерал, мав високий вміст елементів платинової групи (PGE) зі збагаченням паладієм.
Нолдреттит зустрічається у вигляді анаедральних (без читко проявлених граней) зерен, які зазвичай приєднуються до сульфідних мінералів і асоціюються з клінохлором. Мінерал належить до орторомбічної кристалічної системи та є частиною пірамідального класу. Це означає, що всі довжини ребер (a, b,c) елементарної комірки мають різну довжину та перетинаються під прямим кутом одна до одної. Мінерал має металевий блиск, непрозорий, виглядає яскраво-кремово-білим у плоскополяризованому світлі, має слабке двопроменезаломлення та не демонструє внутрішніх віддзеркалень.